# Ardabil (provins)
Ardabil (persisk: اردبیل, Ardebil og ældst Artavil) er en af 30 provinser i Iran. Den ligger i det nordvestlige Iran og grænser op mod Aserbajdsjan og provinserne Øst-Aserbajdsjan, Zanjan og Gilan. Provinsens hovedby er Ardabil. Provinsen blev grundlagt i 1993 ved separation af den østlige del af provinsen Øst-Aserbajdsjan og nordlige dele af provinsen Gilan.